# Vulcanismo de la ciudad de Lisboa
La ciudad de Lisboa se asienta a orillas del río Tajo, sobre una pequeña península en el estuario; situándose sobre un extenso campo volcánico, que se reparte por toda la península, desde la ciudad de Lisboa, hasta los términos de la villa de Mafra.

## Orogenesis de la zona y vulcanismo
Cuando España impactó con Francia, creando los Pirineos; debido a ello, se creó en la zona de Lisboa un conjunto de diques volcánicos y varios volcanes; llamándose entre los vulcanólogos como el complejo volcánico de Lisboa-Mafra. Compuesto de basalto, rocas calizas y sedimentos marinos. La ciudad de Lisboa se asienta sobre conos volcánicos (las 7 colinas y la serra de Monsanto).

## Campo volcánico de Lisboa

### Lisboa
En Lisboa se sitúa las 7 colinas; e incluye a la serra Monsanto
La Serra Monsanto es un escudo volcánico situado al Oeste de Lisboa, casi metido en la metrópolis. En su cima, se encuentra el parque de la ciudad; situado en el centro del volcán, sobre los restos de su antiguo cráter (volcánico), ya erosionado por el tiempo, a la que solo se nota su huella. El volcán se formó de forma violenta hace 7 millones de años; en el momento en que se formaron los Pirineos; que creó coladas basálticas y flujos piroclásticos durante esa época.

### Mafra
Al N de Portugal, se encuentra la parte más antigua del campo volcánico; en los alrededores de la villa de Mafra. Está compuesto de conos volcánicos medio erosionados y pequeñas calderas volcánicas. Al E de la localidad, se encuentra una pequeña sierra de pequeños volcanes redondos y muy achatados.